# 西班牙凍湯
西班牙冷湯（西班牙語：Gazpacho；亦稱為冷湯）是炎熱地區夏天常見的涼菜，呈液體狀，故稱為湯。此餐點源於西班牙南部的安達盧西亞。在哥倫布「發現」新大陸，把番茄和辣椒帶到歐洲前，只是隔夜麵包、鹽、橄欖油、大蒜、醋的混合物。
但新的材料仍然不是食譜的必要元素。在它的發源地，有各種不加番茄的冷湯。其中一種稱為白冷湯（Ajoblanco Malagueño），只是在原始食譜中加入了杏仁。